# Erica Johansson
Erica Rose-Marie Johansson (* 5. Februar 1974 in Mölndal) ist eine ehemalige schwedische Weitspringerin.
Die Juniorenweltmeisterin von 1992 und Junioreneuropameisterin von 1993 wurde bei den Leichtathletik-Hallenweltmeisterschaften 1993 in Toronto Sechste. 
Bei den Leichtathletik-Weltmeisterschaften 1997 in Athen wurde sie Achte, bei den Leichtathletik-Europameisterschaften 1998 in Budapest Fünfte und bei den Weltmeisterschaften 1999 in Sevilla Zehnte.
2000 gewann sie Gold bei den Halleneuropameisterschaften in Gent und schied bei den Olympischen Spielen in Sydney in der Qualifikation aus.
Insgesamt wurde sie achtmal Schwedische Meisterin im Weitsprung (1990–1993, 1996–1999) und einmal im 100-Meter-Hürdenlauf (1999). In der Halle holte sie dreimal den nationalen Titel im Weitsprung (1990, 1998, 1999) und einmal im 200-Meter-Lauf (1999).

## Persönliche Bestleistungen
- Weitsprung: 6,99 m, 5. Juli 2000, Lausanne (schwedischer Rekord)
  - Halle: 6,89 m, 27. Februar 2000, Gent
- 100 m Hürden: 13,63 s, 25. Juli 1998,	Stockholm
- 100 m: 11,82 s, 6. August 1999, Malmö
- 200 m: 23,75 s, 30. August 1997, Stockholm
  - Halle: 24,03 s, 14. Februar 1999, Sätra